# Alvarengas pris
Alvarengas pris är ett pris som delas ut av Svenska Läkaresällskapet och belönar icke publicerade skrifter rörande forskningsområdet medicin.
Priset instiftades 1883 genom en testamentsdonation från sällskapets portugisiske ledamot Pedro Franscisco da Costa Alvarenga (1806–1883). Den testamenterade prisfonden bestod ursprungligen av 18 230 kronor och avkastningen härav skulle användas till att belöna värdefulla, av svenska medborgare författade, skrifter över ämnen tillhörande det medicinska forskningsområdet.
Det första priset offentliggjordes 14 juli 1892, vid nioårsminnet av donatorns dödsdag.